# Baby switch
Baby switch, rider switch of child swap (Nederlands: baby-wissel, beurtwissel, afwisseling) is een service die wordt toegepast in attractieparken. Het systeem is bedoeld voor ouders met baby's of kleine(re) kinderen, van wie beide ouders een attractie willen bezoeken die voor hun kind niet toegankelijk is.

## Werking
Bij een baby switch neemt een van de ouders plaats in de wachtrij van de attractie, terwijl de andere ouder zich samen met het kind bij de uitgang van de attractie meldt bij de attractiemedewerker. Wanneer de eerste ouder gebruik heeft gemaakt van de attractie en de attractie via de uitgang verlaat, geeft de tweede ouder het kind aan de eerste en neemt zelf, zonder in de wachtrij te hoeven staan, plaats in de attractie.
In alle Disney-parken is de service ook beschikbaar bij FastPass-attracties. Soms werkt baby switch dan iets anders; in plaats dat een van de ouders samen met de baby bij de uitgang wacht, wacht hij of zij samen met het kind bij de FastPass-ingang. De attractieparkmedewerker die bij de FastPass-ingang staat, voert dan de controle uit.
Om fraude te voorkomen voeren enkele attractieparken controles uit, voordat ouders gebruik mogen maken van de service. Zo werkt men in sommige attractieparken, waaronder de Disney-parken, met een ticket- of passysteem. Ouders dienen zich dan, samen met hun baby, ter controle bij de entree te melden, met de vraag of zij van de service gebruik mogen maken. Indien er toestemming wordt verleend, krijgen de ouders een ticket of pasje dat men bij de desbetreffende attractie(s) aan de medewerker kan laten zien. Het is tevens mogelijk dat de attractieparkmedewerker eerst het kind wil zien, voordat de ouders van de service gebruik mogen maken.